# 33971 Alexdavis
33971 Alexdavis è un asteroide della fascia principale. Scoperto nel 2000, presenta un'orbita caratterizzata da un semiasse maggiore pari a 2,313662 au e da un'eccentricità di 0,083590, inclinata di 5,301866° rispetto all'eclittica. Ha un diametro di 3,290 km.